# روس غراي (سياسي)
روس غراي هو سياسي كندي، ولد في 5 يناير 1897، وتوفي في 11 ديسمبر 1968. حزبياً، نشط في الحزب الليبرالي الكندي. وقد انتخب عضو مجلس العموم الكندي.